# Euchromius labellum
Euchromius labellum là một loài bướm đêm trong họ Crambidae.